# Yehoshafat Harkabi
Yehoshafat Harkabi (Haifa, 21 settembre 1921 – Gerusalemme, 26 agosto 1994) è stato un militare e scrittore israeliano, capo dell'intelligence dal 1955 al 1959.

È conosciuto soprattutto per il suo graduale cambiamento da intransigente sostenitore della linea dura a sostenitore dello stato palestinese e per il riconoscimento dell'Organizzazione per la Liberazione della Palestina come partner dei negoziati. In seguito alla sua carriera militare insegnò come professore esterno all'Università di Princeton e divenne uno studioso ospite del Brooklings Institute. È stato professore di Maurice Hexter e direttore del Leonard Davis Institute of International Relations and Middle East Studies dell'Università Ebraica di Gerusalemme.
Secondo Yoel Ben-Porat, ex membro dell'intelligence, Harkabi era l'unico comandante ad avere una buona conoscenza della lingua araba, in aggiunta ad una conoscenza professionale della storia e civilizzazione araba e dell'Islam.
In quella che è forse la sua opera più conosciuta, Israel's Fateful Hour, Harkabi descrive se stesso come un "Machiavelli pacifista" che cercava "una politica con la quale Israele potesse ottenere la miglior risoluzione del conflitto in medioriente", una politica che includeva un sionismo "di qualità e non di superficie".

## Opere
- Harkabi, Y. (1974). Arab Attitudes to Israel. Transaction Publishers. ISBN 0-85303-157-6
- Harkabi, Y. (1975). Palestinians and Israel. Transaction Publishers. ISBN 0-87855-172-7
- Harkabi, Y. (1977). Arab Strategies and Israel's Response. Free Press. ISBN 0-02-913760-8
- Harkabi, Y. (1978). Three Concepts of Arab Strategy. Anti-Defamation League of B'nai B'rith. ISBN B0006WY3PU
- Harkabi, Y. (1979). Palestinian Covenant and Its Meaning. Frank Cass Publishers. ISBN 0-85303-206-8
- Harkabi, Y. (1981). The Palestinian National Covenant (1968): An Israeli Commentary. ISBN B0007J3GFA
- Harkabi, Y. (1982). The Bar Kokhba Syndrome: Risk and Realism in International Relations. New York, NY, Rossel Books. ISBN 0-940646-01-3
- Harkabi, Y. (1985). Al Fatah's Doctrine. In The Israel-Arab Reader: A Documentary History of the Middle East Conflict. T. W. Laqueur and B. Rubin (Eds.). New York, NY, Penguin Books. ISBN 0-87196-873-8
- Harkabi, Y. (1988). Israel's Fateful Decisions. I.B. Tauris. ISBN 1-85043-094-2
- Harkabi, Y. (1989). Israel's Fateful Hour. HarperCollins. ISBN 0-06-091613-3
  - Capitolo 5:  Nationalistic Judaism, su geocities.com (archiviato dall'url originale l'11 agosto 2006).
- Harkabi, Y. (1992). The Arab-Israeli Conflict on the Threshold of Negotiations. Center of International Studies, Princeton University. ISBN 9992409533